# Грдовац
Грдовац (алб. Gërdoc) је насељено место у општини Подујево, Косово и Метохија, Република Србија.

## Демографија
| Демографија | Демографија | Демографија |
| Година      | Становника  | Становника  |
| ----------- | ----------- | ----------- |
| 1948.       | 537         |             |
| 1953.       | 597         |             |
| 1961.       | 735         |             |
| 1971.       | 896         |             |
| 1981.       | 1.175       |             |
| 1991.       | 1.406       |             |